# Formolevu quadrimaculata
Formolevu quadrimaculata är en insektsart som först beskrevs av Frederick Arthur Godfrey Muir 1915.  Formolevu quadrimaculata ingår i släktet Formolevu och familjen Derbidae. Inga underarter finns listade i Catalogue of Life.